# Provincia Los Santos
| Provincia Los Santos               | Provincia Los Santos                      |
| ---------------------------------- | ----------------------------------------- |
| Drapelul provinciei Los Santos     |                                           |
| Informații generale                |                                           |
| Nume nativ                         | Provincia de Los Santos                   |
| Țară                               | Panama                                    |
| Fondare                            | 20 octombrie 1886                         |
| Orașe                              |                                           |
| - Capitală                         | Las Tablas (8.945 loc.)                   |
| - Coordonate                       | 7°46′0″N 80°17′0″V / 7.76667°N 80.28333°V |
| Suprafață                          |                                           |
| - Suprafață totală                 | 3.804,64 km2                              |
| Cel mai înalt punct                | Cerro Hoya (1.559 m)                      |
| Subdiviziuni                       |                                           |
| - Districte                        | 7                                         |
| - Corregimiente                    | 79                                        |
| Populație                          |                                           |
| - Totală                           | 89.592                                    |
| - Densitate                        | 23,5 loc./km2                             |
| - Etnonim                          | santeñ/o, -a                              |
| Fus orar                           | UTC−5                                     |
| ISO 3166-2                         | PA-7                                      |
| Amplasarea de Los Santos în Panama |                                           |

Los Santos este una din cele nouă provincii ale Republicii Panama și se află în centrul țării. Provincia are o suprafață de 3.804,64 km2 și o populație de peste 89.000 de locuitori.

## Geografie
Provincia Los Santos este localizată pe peninsula Azuero și se învecinează la vest cu provincia Veraguas, la nord cu provincia Herrera, la est cu golful Panama și la sud cu oceanul Pacific. Capitala provinciei este Las Tablas cu o populație de peste 8.900 de locuitori, districtul Las Tablas având o populație de 27.146 de locuitori.

### Arii protejate
- Parque Nacional Cerro Hoya

Parque Nacional Cerro Hoya (Parcul Național Muntele Hoya) are o suprafață de 33.342,39 ha și se întinde în provinciile Los Santos și Veraguas. Fondarea a fost pe 2 octombrie 1984.

## Districte
Provincia Los Santos este împărțită în șapte districte (distritos) cu 79 corregimiente (corregimientos; subdiviziune teritorială, condusă de un corregidor).
| District              | Suprafață [km2] | Corregimient | Cabecera (Reședință) |
| --------------------- | --------------- | --- | -------------------- |
| Districtul Guararé    | 214,82          | Guararé, El Espinal, El Macano Guararé Arriba, La Enea, La Pasera, Las Trancas, Llano Abajo, El Hato, Perales | Guararé              |
| Districtul Las Tablas | 711,97          | Las Tablas, Bajo Corral, Bayano, El Carate, El Cocal, El Manantial, El Muñoz, El Pedregoso, La Laja, La Miel, La Palma, La Tiza, Las Palmitas, Las Tablas Abajo, Nuario, Palmira, Peña Blanca, Río Hondo, San José, San Miguel, Santo Domingo, Sesteadero, Valle Rico, Vallerriquito | Las Tablas           |
| Districtul Los Santos | 433,30          | La Villa de los Santos, El Guásimo, La Colorada, La Espigadilla, Las Cruces, Las Guabas, Los Angeles Los Olivos, Llano Largo, Sabanagrande, Santa Ana, Tres Quebradas, Agua Buena, Villa Lourdes                                                                                     | Los Santos           |
| Districtul Macaracas  | 498,53          | Macaracas, Bahía Honda, Bajos de Güera, Corozal, Chupá, El Cedro, Espino Amarillo, La Mesa, Las Palmas, Llano de Piedra, Mogollón | Macaracas            |
| Districtul Pedasí     | 378,37          | Pedasí, Los Asientos, Mariabé, Purio, Oria Arriba | Pedasí               |
| Districtul Pocrí      | 280,49          | Pocrí, El Cañafístulo, Lajamina, Paraíso, Paritilla | Pocrí                |
| Districtul Tonosí     | 1.287,14        | Tonosí, Altos de Güera, Cañas, El Bebedero, El Cacao, El Cortezo, Flores, Guánico, La Tronosa, Cambutal | Tonosí               |

## Galerie de imagini

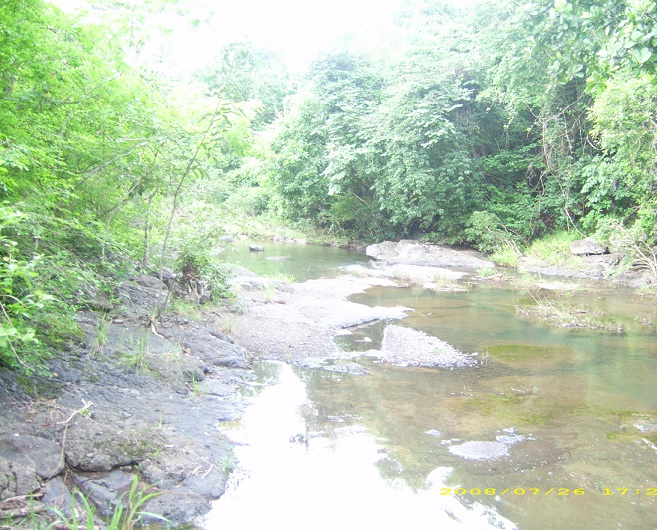
Râul Hondo
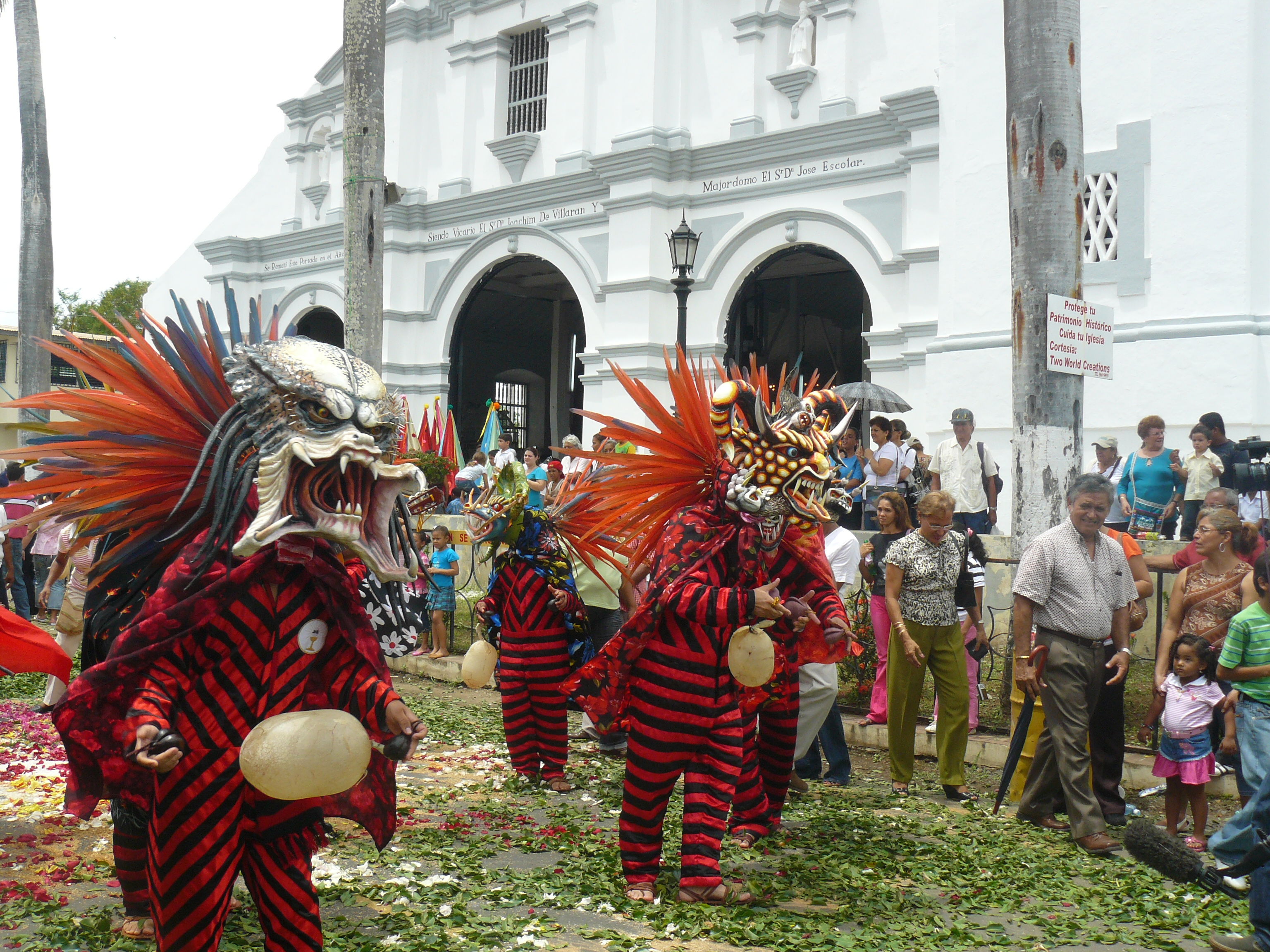
Sărbătoarea de Corpus Christi în La Villa de los Santos
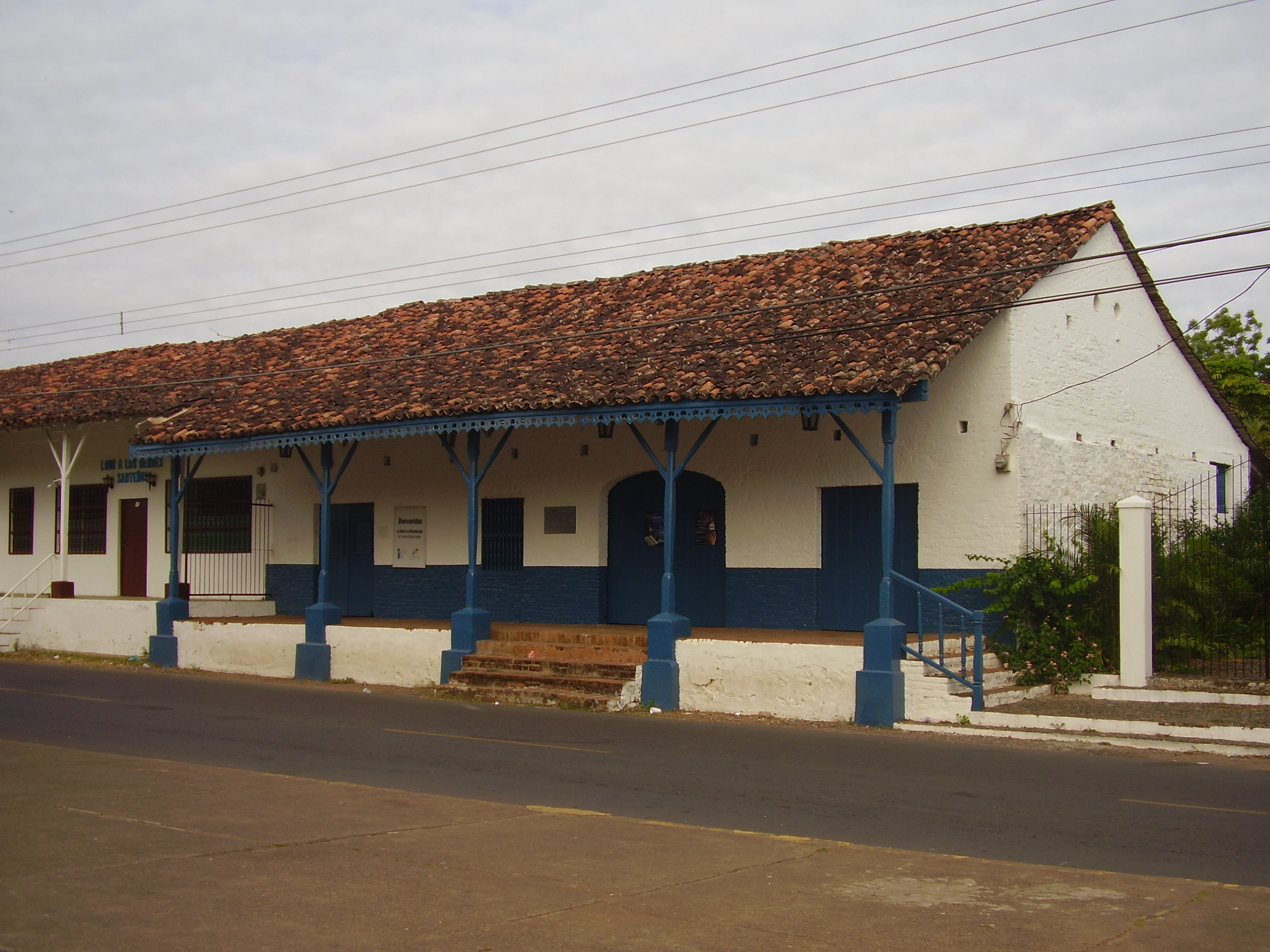
Museo de la Nacionalidad în La Villa de los Santos
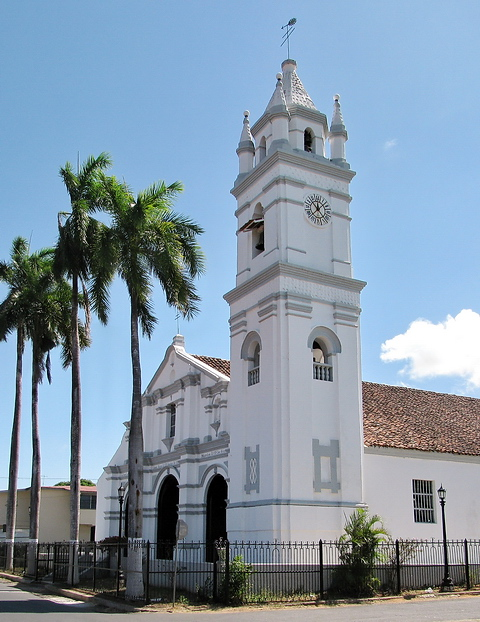
Biserica de San Atanasio în La Villa de los Santos
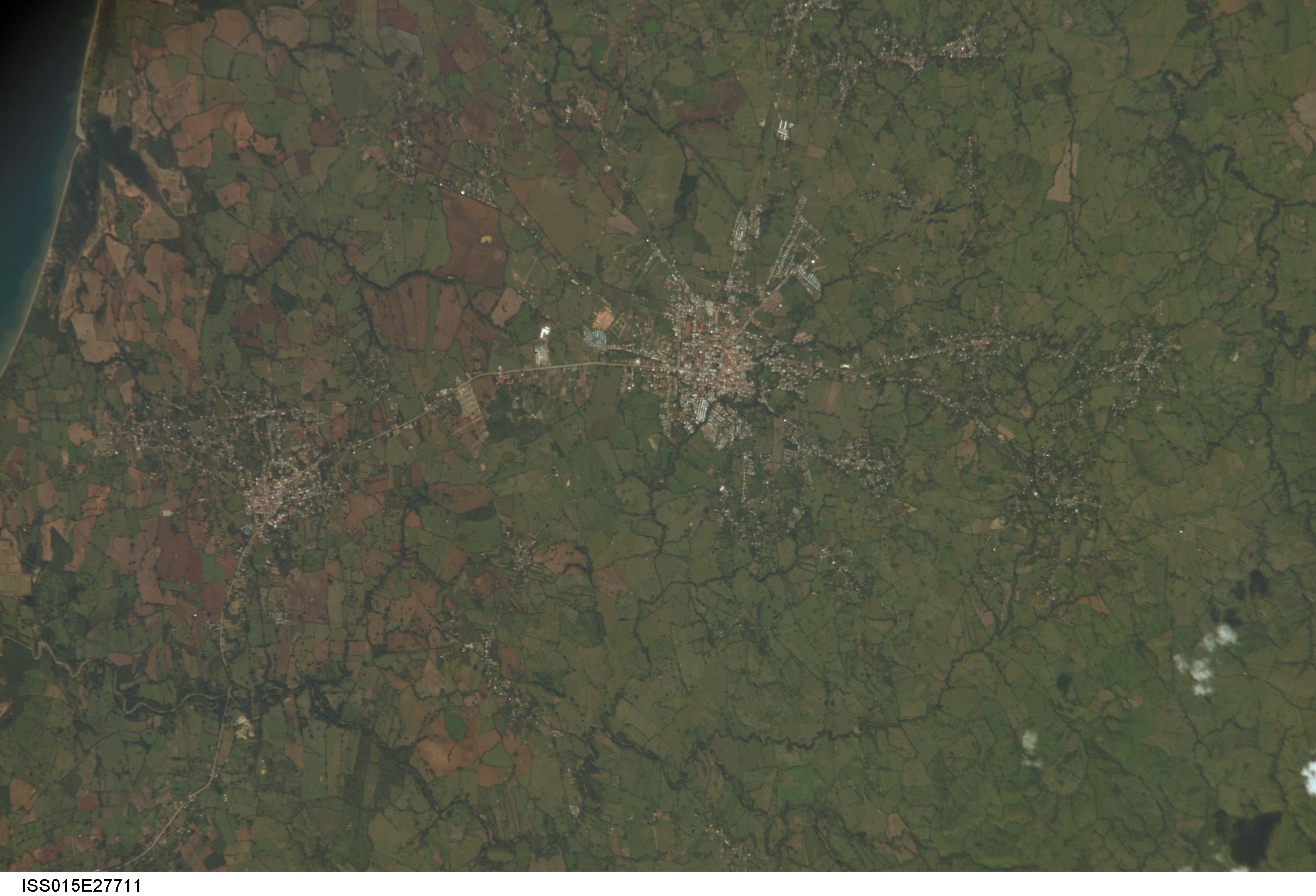
Imagine satelitară de Las Tablas
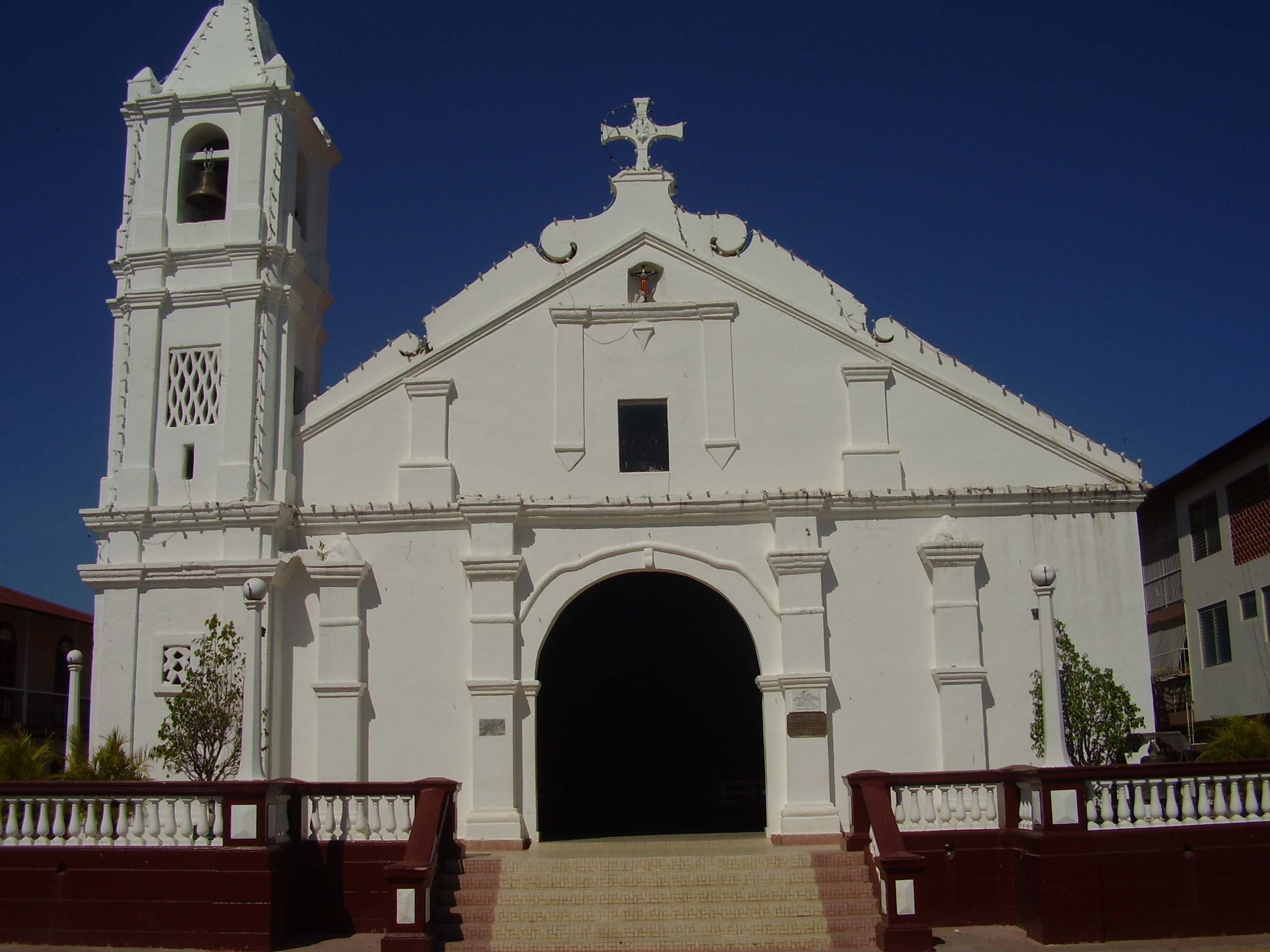
Biserica Santa Librada în Las Tablas